# Unione Calcio Sampdoria 1963-1964
Questa voce raccoglie le informazioni riguardanti l'Unione Calcio Sampdoria nelle competizioni ufficiali della stagione 1963-1964.

## Stagione
Nella stagione 1963-64, la Sampdoria si classificò al quindicesimo posto a pari punti con il Modena: giocò quindi uno spareggio per determinare la terza retrocessione, vincendolo e guadagnando la permanenza in massima serie.

## Rosa
| N. |                   | Ruolo | Calciatore           |
| -- | ----------------- | ----- | -------------------- |
|    | Italia (bandiera) | P     | Franco Sattolo       |
|    | Italia (bandiera) | P     | Pietro Battara       |
|    | Italia (bandiera) | D     | Glauco Tomasin       |
|    | Italia (bandiera) | D     | Gaudenzio Bernasconi |
|    | Italia (bandiera) | D     | Guido Vincenzi       |
|    | Italia (bandiera) | D     | Francesco Morini     |
|    | Italia (bandiera) | D     | Giuseppe Trinchero   |
|    | Italia (bandiera) | C     | Giuseppe Tamborini   |
|    | Italia (bandiera) | C     | Mario Frustalupi     |
|    | Italia (bandiera) | C     | Giovanni Delfino     |

| N. |                    | Ruolo | Calciatore             |
| -- | ------------------ | ----- | ---------------------- |
|    | Italia (bandiera)  | C     | Giancarlo Salvi        |
|    | Italia (bandiera)  | C     | Mario Bergamaschi      |
|    | Italia (bandiera)  | C     | Paolo Marocchi         |
|    | Italia (bandiera)  | C     | Walter Forante         |
|    | Italia (bandiera)  | C     | Giovan Battista Pienti |
|    | Francia (bandiera) | A     | Maryan Wisnieski       |
|    | Brasile (bandiera) | A     | José Ricardo da Silva  |
|    | Italia (bandiera)  | A     | Paolo Barison          |
|    | Italia (bandiera)  | A     | Luigi Toschi           |
|    | Italia (bandiera)  | A     | Remo Vigni             |

## Risultati

### Serie A

#### Girone di andata
| 15 settembre 1963 1ª giornata | Sampdoria | 3 – 1 | Messina |  |

| 22 settembre 1963 2ª giornata | Roma | 6 – 1 | Sampdoria |  |

| 25 settembre 1963 3ª giornata | Fiorentina | 3 – 0 | Sampdoria |  |

| 29 settembre 1963 4ª giornata | Sampdoria | 0 – 2 | Juventus |  |

| 6 ottobre 1963 5ª giornata | Sampdoria | 4 – 1 | Catania |  |

| 20 ottobre 1963 6ª giornata | Inter | 1 – 0 | Sampdoria |  |

| 23 ottobre 1963 7ª giornata | Sampdoria | 2 – 0 | Bologna |  |

| 27 ottobre 1963 8ª giornata | Mantova | 2 – 0 | Sampdoria |  |

| 3 novembre 1963 9ª giornata | Sampdoria | 0 – 1 | Genoa |  |

| 17 novembre 1963 10ª giornata | SPAL | 3 – 1 | Sampdoria |  |

| 24 novembre 1963 11ª giornata | Sampdoria | 2 – 0 | Bari |  |

| 1 dicembre 1963 12ª giornata | Modena | 3 – 0 | Sampdoria |  |

| 8 dicembre 1963 13ª giornata | Sampdoria | 1 – 2 | Milan |  |

| 22 dicembre 1963 14ª giornata | Lanerossi Vicenza | 1 – 3 | Sampdoria |  |

| 29 dicembre 1963 15ª giornata | Atalanta | 0 – 0 | Sampdoria |  |

| 5 gennaio 1964 16ª giornata | Sampdoria | 1 – 0 | Lazio |  |

| 12 gennaio 1964 17ª giornata | Sampdoria | 0 – 0 | Torino |  |

#### Girone di ritorno
| 26 gennaio 1964 18ª giornata | Messina | 4 – 3 | Sampdoria |  |

| 2 febbraio 1964 19ª giornata | Sampdoria | 0 – 2 | Roma |  |

| 9 febbraio 1964 20ª giornata | Sampdoria | 0 – 1 | Fiorentina |  |

| 16 febbraio 1964 21ª giornata | Juventus | 1 – 0 | Sampdoria |  |

| 23 febbraio 1964 22ª giornata | Catania | 1 – 5 | Sampdoria |  |

| 1º marzo 1964 23ª giornata | Sampdoria | 1 – 5 | Inter |  |

| 8 marzo 1964 24ª giornata | Bologna | 1 – 0 | Sampdoria |  |

| 15 marzo 1964 25ª giornata | Sampdoria | 1 – 1 | Mantova |  |

| 22 marzo 1964 26ª giornata | Genoa | 0 – 1 | Sampdoria |  |

| 29 marzo 1964 27ª giornata | Sampdoria | 3 – 1 | SPAL |  |

| 5 aprile 1964 28ª giornata | Bari | 2 – 1 | Sampdoria |  |

| 19 aprile 1964 29ª giornata | Sampdoria | 1 – 1 | Modena |  |

| 26 aprile 1964 30ª giornata | Milan | 0 – 1 | Sampdoria |  |

| 3 maggio 1964 31ª giornata | Sampdoria | 1 – 1 | Lanerossi Vicenza |  |

| 17 maggio 1964 32ª giornata | Sampdoria | 1 – 1 | Atalanta |  |

| 24 maggio 1964 33ª giornata | Lazio | 0 – 0 | Sampdoria |  |

| 31 maggio 1964 34ª giornata | Torino | 2 – 1 | Sampdoria |  |

### Spareggio
| Arbitro: | De Marchi (Pordenone) |

|                       |           |  |
| Barison 61’ Salvi 72’ | Marcatori |  |

## Statistiche

### Statistiche di squadra
| Competizione | Punti | In casa | In casa | In casa | In casa | In casa | In casa | In trasferta | In trasferta | In trasferta | In trasferta | In trasferta | In trasferta | Totale | Totale | Totale | Totale | Totale | Totale | DR  |
| Competizione | Punti | G       | V       | N       | P       | Gf      | Gs      | G            | V            | N            | P            | Gf           | Gs           | G      | V      | N      | P      | Gf     | Gs     | DR  |
| ------------ | ----- | ------- | ------- | ------- | ------- | ------- | ------- | ------------ | ------------ | ------------ | ------------ | ------------ | ------------ | ------ | ------ | ------ | ------ | ------ | ------ | --- |
| Serie A      | 27    | 17      | 6       | 5       | 6       | 21      | 20      | 17           | 4            | 2            | 11           | 17           | 30           | 34     | 10     | 7      | 17     | 38     | 50     | -12 |
| Coppa Italia |       | -       | -       | -       | -       | -       | -       | 1            | 0            | 0            | 1            | 0            | 2            | 1      | 0      | 0      | 1      | 0      | 2      | -2  |
| Totale       |       | 17      | 6       | 5       | 6       | 21      | 20      | 18           | 4            | 2            | 12           | 17           | 32           | 35     | 10     | 7      | 18     | 38     | 52     | -14 |

### Statistiche dei giocatori
| Giocatore      | Serie A  | Serie A | Coppa Italia | Coppa Italia | Totale   | Totale |
| Giocatore      | Presenze | Reti    | Presenze     | Reti         | Presenze | Reti   |
| -------------- | -------- | ------- | ------------ | ------------ | -------- | ------ |
| P. Barison     | 24       | 13      | -            | -            | 24       | 13     |
| P. Battara     | 13       | -19     | -            | -            | 13       | -19    |
| M. Bergamaschi | 16       | 0       | 1            | 0            | 17       | 0      |
| G. Bernasconi  | 34       | 0       | 1            | 0            | 35       | 0      |
| C. Bissacco    | 1        | 0       | -            | -            | 1        | 0      |
| J. Da Silva    | 25       | 9       | 1            | 0            | 26       | 9      |
| G. Delfino     | 22       | 0       | 1            | 0            | 23       | 0      |
| W. Forante     | 5        | 0       | -            | -            | 5        | 0      |
| M. Frustalupi  | 24       | 2       | 1            | 0            | 25       | 2      |
| P. Marocchi    | 9        | 0       | -            | -            | 9        | 0      |
| F. Morini      | 16       | 1       | -            | -            | 16       | 1      |
| G.B. Pienti    | 3        | 1       | -            | -            | 3        | 1      |
| G. Prato       | -        | -       | 1            | 0            | 1        | 0      |
| G. Salvi       | 22       | 4       | 1            | 0            | 23       | 4      |
| F. Sattolo     | 21       | -31     | 1            | -2           | 22       | -33    |
| G. Tamborini   | 34       | 3       | 1            | 0            | 35       | 3      |
| G. Tomasin     | 34       | 0       | 1            | 0            | 35       | 0      |
| L. Toschi      | 4        | 1       | -            | -            | 4        | 1      |
| G. Trinchero   | 3        | 0       | -            | -            | 3        | 0      |
| R. Vigni       | 1        | 0       | 1            | 0            | 2        | 0      |
| G. Vincenzi    | 32       | 0       | 1            | 0            | 33       | 0      |
| M. Wisniesky   | 31       | 4       | -            | -            | 31       | 4      |